# Pseudamia rubra
Pseudamia rubra är en fiskart som beskrevs av Randall och Ida, 1993. Pseudamia rubra ingår i släktet Pseudamia och familjen Apogonidae. Inga underarter finns listade i Catalogue of Life.